# Adelognathus punctulatus
Adelognathus punctulatus là một loài tò vò trong họ Ichneumonidae.